# Луистаун
Луистаун (на английски: Lewistown) е град в окръг Фъргюс, щата Монтана, САЩ. Луистаун е с население от 5813 жители (2000) и обща площ от 4,9 km². Намира се на 1204 m надморска височина. ЗИП кодът му е 59457, а телефонният му код е 406.